# اولدزموبیل

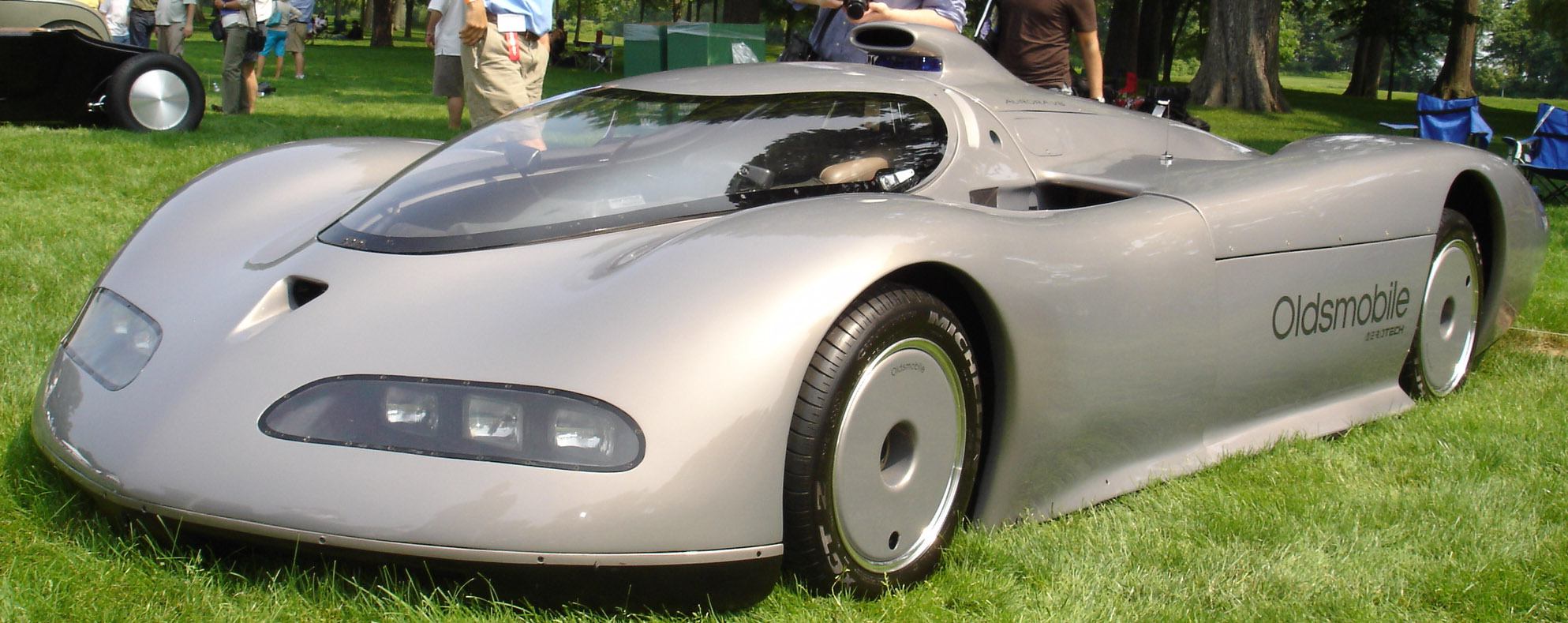
اولدزموبیل ایروتک

اولدزموبیل (به انگلیسی: Oldsmobile) شرکت خودروسازی آمریکایی بود، که در سال ۱۸۹۷ توسط رانسوم ای. اولدز تأسیس شد و آخرین اتومبیل خود را در ۲۹ آوریل ۲۰۰۴ تولید و عرضه نمود.
این شرکت متعلق به جنرال موتورز بود و در کشورهای آمریکای شمالی عرضه می‌شد.